# Per Bjørnstad
Per Bjørnstad ist ein ehemaliger norwegischer Skispringer.

## Werdegang
Bjørnstad startete bei der Vierschanzentournee 1967/68. Dabei erreichte er seinem ersten Springen, dem Auftaktspringen auf der Schattenbergschanze in Oberstdorf, überraschend Rang acht. Auch beim Neujahrsspringen auf der Großen Olympiaschanze in Garmisch-Partenkirchen konnte er mit Rang 19 eine gute Top-20-Platzierung erreichen. Nach diesen Erfolgen reiste er mit einer Top-10-Platzierung innerhalb der Gesamtwertung nach Österreich. In Innsbruck reichte es auf der Bergiselschanze jedoch nur zu Rang 56. Auch in Bischofshofen auf der Paul-Außerleitner-Schanze blieb er als 49. ohne Chance. Am Ende erreichte er mit 737,2 Punkten den 25. Platz in der Tournee-Gesamtwertung.

## Erfolge

### Vierschanzentournee-Platzierungen
| Saison  | Platz | Punkte |
| ------- | ----- | ------ |
| 1967/68 | 25.   | 737,2  |